# Blažim (kraj pilzneński)
Blažim – miejscowość i gmina (obec) w Czechach, w kraju pilzneńskim, w powiecie Pilzno Północ. W 2022 roku liczyła 65 mieszkańców.